# 666 Satan
O-Parts Hunter, conegut com 666 Satan (japonès: 666 ~サタン~, Hepburn: Roku-Roku-Roku Satan) al Japó, és una sèrie de manga japonesa escrita i il·lustrada per Seishi Kishimoto.
Va ser publicat originalment per Enix, que més tard es va convertir en Square Enix, a la seva revista Monthly Shōnen Gangan de 2001 i 2007, amb els capítols recollits en 19 volums tankōbon. La sèrie beu en gran manera de les tradicions cabalístiques i la demonologia judeocristiana per la seva trama, i menys en el folklore japonès. 666 Satan ha estat llançat internacionalment a Espanya, França, Itàlia i Amèrica del Nord, encara que, Viz Media va canviar el títol a O-Parts Hunter en aquest últim.